# La Serneta
Mercedes Fernández Vargas, conocida artísticamente como La Serneta, (Jerez de la Frontera, 1837-Utrera, 1912) fue una cantaora flamenca española.

## Biografía
La Sarneta era una gitana del barrio de San Pedro de Jerez. Su padre, Salvador Fernández, de profesión herrero, nació en la localidad sevillana de Gilena, era primo hermano de Gaspar Fernández Santana padre de Gaspar Fernández Jiménez el Perrate padre del cantaor utrerano José Fernández Granado el Perrate, así como sus abuelos paternos, Juan Fernández y Ana de Costa.
Su carrera artística la empezó en Sevilla a mediados de los años 70 del siglo XIX, en una época en la que Manuel Ojeda El Burrero y Silverio se habían asociado para luego romper y salir cada uno por separado: El Burrero con su café de la calle Tarifa -que luego pasaría a la céntrica calle Sierpes-, y Silverio promoviendo un salón en la calle Rosario.
Tuvo gran éxito en la capital hispalense, residiendo durante un tiempo en Triana; y llegó a tener cierto renombre en Madrid, aunque allí fue a menos, terminando dando clases de guitarra y alquilando sus ricos trajes para sobrevivir.
Maestra en el cante por soleares, a su muerte algunos de los grandes del cante andaluz como La Niña de los Peines, Antonio Chacón, Fernando el de Triana o Juanito Mojama se encargarían de que sus cantes no cayeran en el olvido.
Según ella misma manifestó en una entrevista en 1901, el apodo se debe a que existe un tipo de ave que es muy ligera y se conoce popularmente como serneta, como ella de pequeña era muy viva, su madre le decía, «pareces una serneta» y «Serneta se me quedó».
A los 23 años actuaba en el Café del Burrero, en Sevilla, donde conoció a Joaquín Álvarez Hazañas (padre de los Hermanos Álvarez Quintero) que se convirtió en su pareja sentimental, estableciéndose en Utrera.
Se sabe que diversos cantaores célebres de la época como Antonio Chacón se trasladaban a esta ciudad para oírla cantar.
Debe su fama a crear escuela por soleares. Fue también guitarrista y transmitió sus creaciones entre otros a los cantaores Manuel Torre y La Niña de los Peines, gracias a los cuales se conoce su obra en la actualidad, pues no existen grabaciones suyas.
Siendo ya sexagenaria, en el año 1902 se trasladó a la ciudad de Utrera, donde falleció en 1910 a la edad de 72 años. A su muerte Fernando el de Triana la despidió con la siguiente copla:

«Cuando murió la Serneta

la escuela quedó cerrá,
porque se llevó la llave

del cante por soleá»

Durante la segunda mitad del siglo XX las soleares de la Serneta han sido interpretadas entre otros artistas flamencos por Fernanda de Utrera, Bernarda de Utrera, Camarón de la Isla, José Menese y Carmen Linares.